# David Casasnovas
Pour les articles homonymes, voir Casasnovas.
David Casasnovas est un footballeur espagnol né le 22 décembre 1979 à La Chaux-de-Fonds.

## Carrière[1]
| saison    | club                 | pays   |
| --------- | -------------------- | ------ |
| 1999-00   | FC Solothurn         | Suisse |
| 2000-01   | FC Solothurn         | Suisse |
| 2001-02   | SR Delémont          | Suisse |
| 2002-03   | SR Delémont          | Suisse |
| 2003-04   | SR Delémont          | Suisse |
| 2004-05   | FC La Chaux-de-Fonds | Suisse |
| 2005-06   | FC La Chaux-de-Fonds | Suisse |
| 2006-07   | Neuchâtel Xamax      | Suisse |
| 2007-08   | FC St-Imier          | Suisse |
| 2008-2009 | FC Bienne            | Suisse |
| 2009-2010 | FC Bienne            | Suisse |
| 2010      | SR Delémont          | Suisse |